# تپه گاوانه
تپه گاوانه مربوط به دوره اشکانیان است و در شهرستان کرمانشاه، بخش مرکزی، دهستان میان دربند، جنوب روستای گاودانه واقع شده و این اثر در تاریخ ۲۶ اسفند ۱۳۸۷ با شمارهٔ ثبت ۲۵۶۹۷ به‌عنوان یکی از آثار ملی ایران به ثبت رسیده است.